# Carnet de route
Pour les articles homonymes, voir Carnet de route (homonymie).
Le Carnet de route est un livre publié annuellement de 1984 (?) à 2000, puis 2002 (il n'y a pas eu d'édition 2001) par Daniel Héraud, journaliste automobile québécois. 

## Slogans
- « Le guide le plus populaire en Amérique du Nord » (1992-1994)
- « La bible de l'automobiliste » (1998-2002)
- « une autre idée de l'événement » (2006-)

## Histoire
Le premier Carnet de route a paru en 1984[réf. nécessaire] et les années suivantes entre les mois de septembre et novembre. Il fut d'abord publié par les éditions Brimar, puis par Hebdo-Mag, DLM, et Hebdo-Net pour sa dernière année. En 1987, il fut le premier à adopter des photos en couleurs. En 1996, l'édition américaine du Carnet de route – intitulée Road Report – a été choisie par Microsoft comme étant  « la meilleure base de données fiable et comportant les commentaires les plus complets et les plus objectifs au sujet du marché de l'automobile » ; elle s'en servit comme référence pour son outil en ligne MSN Carpoint.

## Révélations de l'année
- 1997 : Toyota Camry
- 1998 : Honda Accord
- 1999 : Jeep Grand Cherokee
- 2000 : Saturn
- 2002 : GMC Envoy